# Leo Lainer
Leo Lainer (Maishofen, 1960. szeptember 10. –) válogatott osztrák labdarúgó, hátvéd, edző. Fia, Stefan Lainer (1992–) válogatott labdarúgó.

## Pályafutása

### Klubcsapatban
Az SE Maishofen korosztályos csapatában kezdte a labdarúgást. 1978 és 1982 között az Austria Salzburg labdarúgója volt. 1982 és 1988 között a Rapid Wien csapatában szerepelt, ahol három osztrák bajnoki címet és négy kupagyőzelmet szerzett. Tagja volt az 1984–85-ös idényben KEK-döntős együttesnek. 1988 és 1990 között a Swarovski Tirol játékosa volt, ahol két bajnoki címet és egy kupagyőzelmet ért el. 1990 és 1997 között az Austria Salzburg együttesében játszott. A salzburgi csapattal három bajnoki címet szerzett és az 1993–94-es idényben UEFA-kupadöntős volt. Egyike annak a hat osztrák labdarúgónak, aki több mint 500 alkalommal lépett pályára az osztrák Bundesliga 1974–75-ös bevezetése óta.

### A válogatottban
1982 és 1994 között 28 alkalommal szerepelt az osztrák válogatottban és egy gólt szerzett.
1982. november 17-én Bécsben debütált csereként egy Törökország elleni Eb-selejtező-mérkőzésen, ahol 4–0-s osztrák győzelem született. Játszott a Magyarország elleni, 1985. április 17-i vb-selejtező-mérkőzésen Bécsben, ahol 3–0-s vereséget szenvedtek. 1986 őszére 20-szoros válogatott lett, de ekkor egy öt éves szünet következett és csak 1991 őszén játszott újra az osztrák nemzeti csapatban. Utolsó válogatott mérkőzése Klagenfurtban volt Oroszország ellen. A barátságos mérkőzésen 3–0-s vendég győzelem született.

### Edzőként
2003–04-ben az SV Pasching csapatánál dolgozott segédedzőként. 2006 óta a Red Bull Salzburg játékosmegfigyelőjeként tevékenykedik.

## Családja
Lánya, Franziska (1988–) 2001 júliusa óta a salzburgi női labdarúgó-bajnokságban, az USK Hof csapatában játszik. Csatárként kezdte, de 2005-ben súlyos keresztszalag-szakadást szenvedett és felépülés után hátvédként tért vissza. A 2007–08-as idényben csapatával feljutott az osztrák élvonalba.
Fia, Stefan Lainer (1992–) válogatott labdarúgó. 2017 óta 38 alkalommal szerepelt az osztrák válogatottban. 2019 óta a német Borussia Mönchengladbach játékosa.

## Sikerei, díjai
Rapid Wien
- Osztrák bajnokság
  - bajnok (3): 1982–83, 1986–87, 1987–88
  - 2. (3): 1983–84, 1984–85, 1985–86
- Osztrák kupa
  - győztes (4): 1983, 1984, 1985, 1987
  - döntős: 1986
- Osztrák szuperkupa
  - győztes (3): 1986, 1987, 1988
- Kupagyőztesek Európa-kupája (KEK)
  - döntős: 1984–85

 Swarovski Tirol
- Osztrák bajnokság
  - bajnok (2): 1988–89, 1989–90
- Osztrák kupa
  - győztes: 1989

 Austria Salzburg
- Osztrák bajnokság
  - bajnok (3): 1993–94, 1994–95, 1996–97
  - 2. (2): 1991–92, 1992–93
- UEFA-kupa
  - döntős: 1993–94

## Statisztika

### Mérkőzései az osztrák válogatottban
| Ausztria | Ausztria             | Ausztria                         | Ausztria       | Ausztria | Ausztria     | Ausztria     | Ausztria | Ausztria |
| #        | Dátum                | Helyszín                         | Hazai          | Eredmény | Vendég       | Kiírás       | Gólok    | Esemény  |
| -------- | -------------------- | -------------------------------- | -------------- | -------- | ------------ | ------------ | -------- | -------- |
| 1.       | 1982. november 17.   | Bécs, Hanappi Stadion            | Ausztria       | 4 – 0    | Törökország  | Eb-selejtező | -        | 58'      |
| 2.       | 1983. április 27.    | Bécs, Práter-stadion             | Ausztria       | 0 – 0    | NSZK         | Eb-selejtező | -        | 86'      |
| 3.       | 1983. május 17.      | Bécs, Práter-stadion             | Ausztria       | 2 – 2    | Szovjetunió  | barátságos   | -        | 46'      |
| 4.       | 1983. június 8.      | Tirana, Qemal Stafa Stadion      | Albánia        | 1 – 2    | Ausztria     | Eb-selejtező | -        |          |
| 5.       | 1983. szeptember 21. | Belfast, Windsor Park            | Észak-Írország | 3 – 1    | Ausztria     | Eb-selejtező | -        |          |
| 6.       | 1983. október 5.     | Gelsenkirchen, Parkstadion       | NSZK           | 3 – 0    | Ausztria     | Eb-selejtező | -        |          |
| 7.       | 1983. november 16.   | Isztambul, Ali Sami Yen Stadion  | Törökország    | 3 – 1    | Ausztria     | Eb-selejtező | -        | 77'      |
| 8.       | 1984. április 18.    | Bécs, Hanappi Stadion            | Ausztria       | 0 – 0    | Görögország  | barátságos   | -        | 67'      |
| 9.       | 1984. szeptember 12. | Koppenhága, Idrætsparken Stadion | Dánia          | 3 – 1    | Ausztria     | barátságos   | -        | 46'      |
| 10.      | 1984. november 14.   | Bécs, Gerhard Hanappi Stadion    | Ausztria       | 1 – 0    | Hollandia    | vb-selejtező | -        | 85'      |
| 11.      | 1985. március 27.    | Tbiliszi, Dinamo Stadion         | Szovjetunió    | 2 – 0    | Ausztria     | barátságos   | -        | 46'      |
| 12.      | 1985. április 17.    | Bécs, Hanappi Stadion            | Ausztria       | 0 – 3    | Magyarország | vb-selejtező | -        |          |
| 13.      | 1985. május 1.       | Rotterdam, Feijenoord Stadion    | Hollandia      | 1 – 1    | Ausztria     | vb-selejtező | -        |          |
| 14.      | 1985. május 7.       | Graz, Liebenauer Stadion         | Ausztria       | 4 – 0    | Ciprus       | vb-selejtező | -        |          |
| 15.      | 1985. október 16.    | Linz, Linzer Stadion             | Ausztria       | 0 – 3    | Jugoszlávia  | barátságos   | -        |          |
| 16.      | 1985. november 20.   | Zaragoza, Estadio La Romareda    | Spanyolország  | 0 – 0    | Ausztria     | barátságos   | -        |          |
| 17.      | 1986. március 26.    | Udine, Friuli Stadion            | Olaszország    | 2 – 1    | Ausztria     | barátságos   | -        |          |
| 18.      | 1986. május 14.      | Salzburg, Stadion Lehen          | Ausztria       | 1 – 0    | Svédország   | barátságos   | -        | 87'      |
| 19.      | 1986. augusztus 27.  | Innsbruck, Tivoli Stadion        | Ausztria       | 1 – 1    | Svájc        | barátságos   | -        |          |
| 20.      | 1986. szeptember 10. | Bukarest, Steaua Stadion         | Románia        | 4 – 0    | Ausztria     | Eb-selejtező | -        |          |
| 21.      | 1991. október 16.    | Belfast, Windsor Park            | Észak-Írország | 2 – 1    | Ausztria     | Eb-selejtező | 1        | 44'      |
| 22.      | 1991. november 13.   | Bécs, Práter-stadion             | Ausztria       | 0 – 2    | Jugoszlávia  | Eb-selejtező | -        |          |
| 23.      | 1992. március 25.    | Budapest, Népstadion             | Magyarország   | 2 – 1    | Ausztria     | barátságos   | -        | 81'      |
| 24.      | 1993. április 14.    | Bécs, Ernst Happel Stadion       | Ausztria       | 3 – 1    | Bulgária     | vb-selejtező | -        |          |
| 25.      | 1993. május 13.      | Turku, Sportpark                 | Finnország     | 3 – 1    | Ausztria     | vb-selejtező | -        |          |
| 26.      | 1993. május 19.      | Stockholm, Råsunda Stadion       | Svédország     | 1 – 0    | Ausztria     | vb-selejtező | -        |          |
| 27.      | 1993. november 10.   | Bécs, Ernst Happel Stadion       | Ausztria       | 1 – 1    | Svédország   | vb-selejtező | -        |          |
| 28.      | 1994. augusztus 17.  | Klagenfurt, Wörtherseestadion    | Ausztria       | 0 – 3    | Oroszország  | barátságos   | -        |          |
|          | Összesen             |                                  |                | 28       | mérkőzés     |              | 1        | gól      |